# Дрейфус, Джеймс
Джеймс Дрейфус (англ. James Dreyfus; род. 9 октября 1968) — английский актёр, наиболее известный по ролям констебля Кевина Гуди в ситкоме «Тонкая голубая линия» и Тома Фаррелла в сериале Gimme Gimme Gimme, а также по работам в фильмах «Ноттинг-Хилл» (1999) и «Быть Стэнли Кубриком» (2005).

## Ранние годы
Дрейфус родился во Франции, в раннем возрасте переехал в Англию и получил образование в школе Харроу. Затем он учился в Королевской академии драматического искусства. Его родители развелись, когда он был ещё ребёнком.

## Карьера
В 1998 году Дрейфус получил приз за лучшую роль второго плана в музыкальной премии Оливье за работу в пьесе «Дама в темноте» в Королевском национальном театре. В том же году Дрейфус был номинирован на премию Иэна Чарлсона за исполнение роли Кассия в трагедии Шекспира «Юлий Цезарь» в Бирмингемском Репертуарном Театре.
Первый телевизионный прорыв Дрейфуса пришёлся на комедийный сериал BBC «Ещё по одной». Затем последовали роли констебля Кевина Гуди в ситкоме Бена Элтона «Тонкая голубая линия» и Тома Фаррелла, соседа-гомосексуала Линды (Кэти Бёрк) в ситкоме Gimme Gimme Gimme. Дрейфус играл вместе с Бетт Мидлер в недолговечном американском ситкоме «Бетти».
Дрейфус также снялся в роли мистера Тизи-Уизи в комедии 2004 года «Черчилль идёт на войну». С 2012 по 2017 год Дрейфус играл преподобного Роджера в сериале «Маунт Плезант».
В 2017 году он озвучил воплощение Мастера из британского научно-фантастического телесериала «Доктор Кто» в выпуске «Приключения Первого Доктора».

### Полемика
Дрейфус подвергался критике за частые высказывания, которые он делал, которые были расценены некоторыми как трансфобные.